# Gustaf Odqvist
Gustaf Odqvist (i riksdagen kallad Odqvist i Påtorp), född 17 maj 1847 i Bredared, Älvsborgs län, död 19 mars 1919 i Stockholm, var en svensk godsägare och riksdagspolitiker. Han var far till Gösta Odqvist.
Odqvist var son till en lantbrukare, och ägde godset Påtorp i Älvsborgs län. Han var gift med dottern till en vice rektor. Odqvist var även politiker och tillhörde riksdagens andra kammare under flera mandatperioder.
Odqvist var landstingsman 1874-1875 och från 1880. Han var i riksdagen ledamot av andra kammaren 1894-1919, till 1910 för Vedens och Bollebygds härads valkrets, sedan för Älvsborgs läns södra valkrets, och var ledamot av jordbruksutskottet 1912 och av statsutskottet 1902–1905, 1907–1911, 1913-1917 samt 1919 då han även blev ledamot av hemliga utskottet. 1901-1902 var han statsrevisor. 

Odqvist tillhörde Nationella framstegspartiets förtroenderåd och blev vid dess sammanslagning med Lantmannapartiet 15 januari 1912 till Lantmanna- och borgarpartiet medlem även av det nya partiets förtroenderåd. Efter Hans Anderssons avgång ur riksdagen 1919 blev Odqvist vice ordförande i detta parti. Under pågående riksdag avled Odqvist samma år.

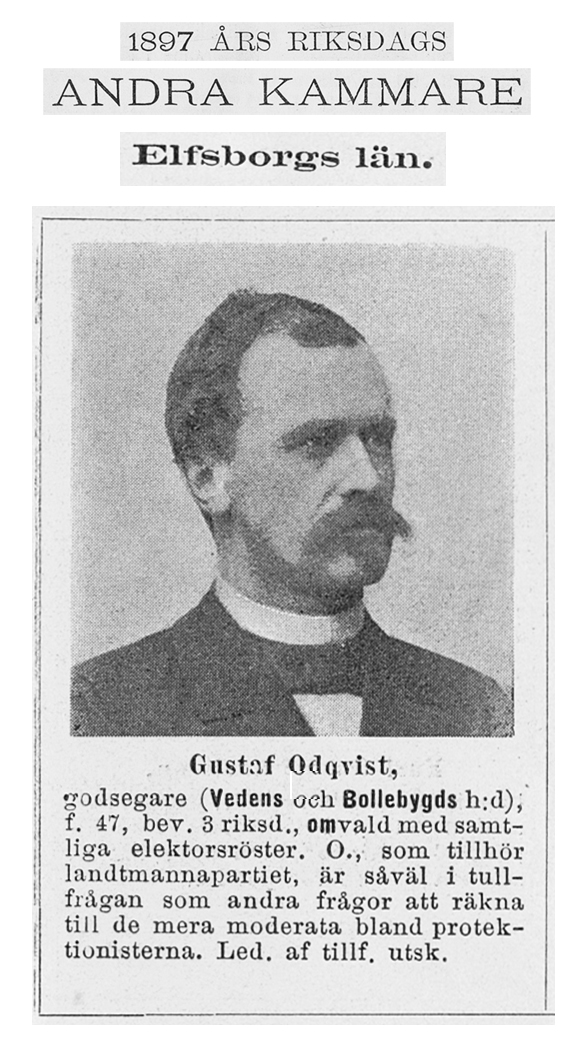
1897 års riksdag
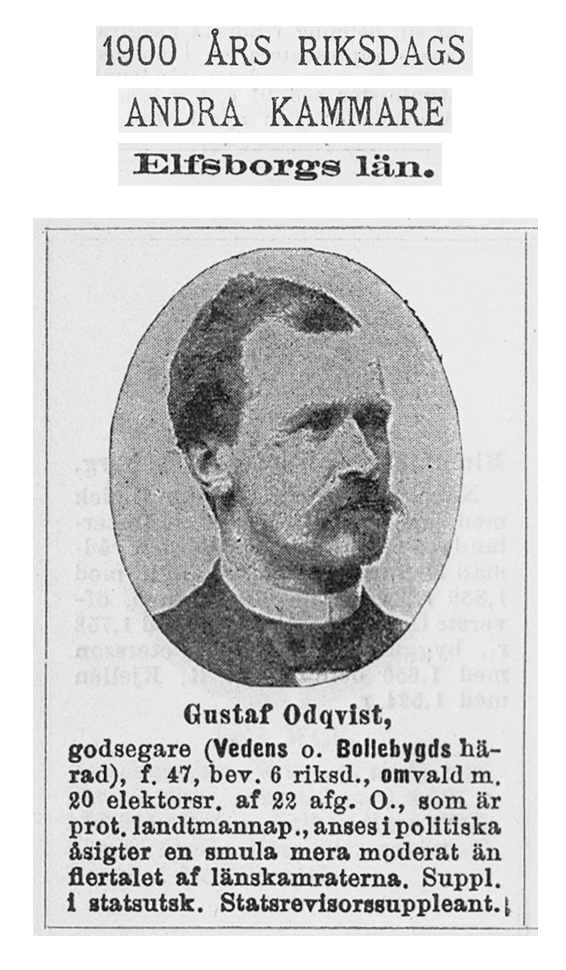
1900 års riksdag
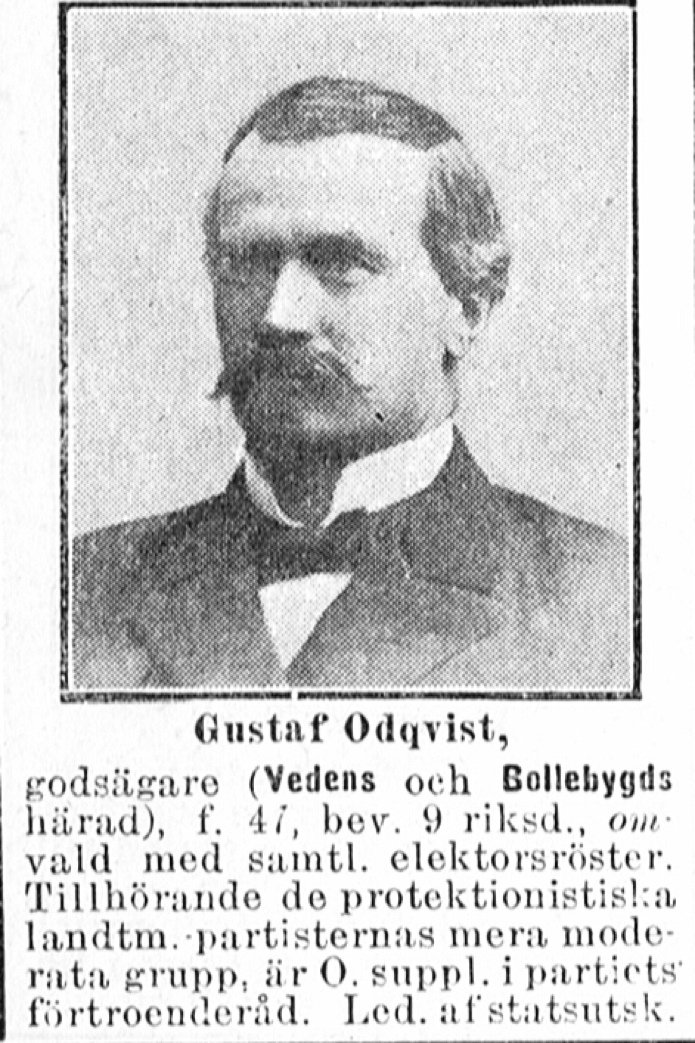
1903 års riksdag
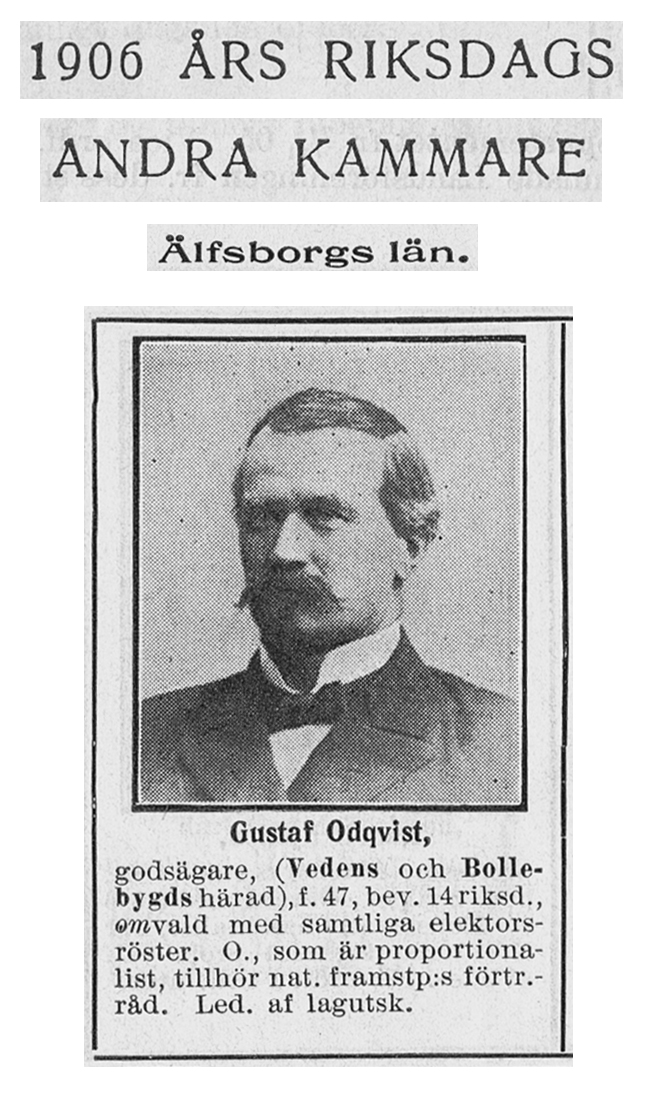
1906 års riksdag